# Википедия на языке африкаанс
Википедия на языке африкаанс (африк. Afrikaanse Wikipedia) — раздел Википедии на языке африкаанс. По состоянию на 11 июня 2025 года раздел википедии на языке африкаанс содержит 124 511 статей, являясь 84-м по этому параметру среди других разделов. Зарегистрировано 189 011 участников, из них 186 совершили какое-либо действие за последние 30 дней, а 14 участников имеют статус администратора. Общее число правок составляет 2 806 570. Большинство носителей языка африкаанс живут в ЮАР и Намибии.

## История

### Количественные достижения

Число статей в Википедии на языке африкаанс

- 50 статей — август 2002
- 100 статей — апрель 2003
- 250 статей — август 2003
- 500 статей — ноябрь 2003
- 1000 статей — январь 2004
- 2500 статей — март 2004
- 5000 статей — март 2006
- 10 000 статей — июнь 2008
- 25 000 статей — 27 ноября 2012
- 50 000 статей — 15 июня 2018
- 100 000 статей — 8 сентября 2021

### Хронология
Раздел был создан 16 ноября 2001 года, и хронологически был одиннадцатым.
В июне 2008 года раздел на африкаансе был первым среди разделов на языках Африки, который преодолел отметку в 10 000 статей. В дальнейшем он временно уступил первенство по числу статей среди языков Африки разделу на суахили, но потом вернул его.
4 ноября 2009 года был изменён вид главной страницы.
8 сентября 2021 раздел на африкаансе преодолел отметку в 100 000 статей, первым среди разделов на языках Африки.